# Beybienkoana australica
Beybienkoana australica är en insektsart som först beskrevs av Lucien Chopard 1925.  Beybienkoana australica ingår i släktet Beybienkoana och familjen syrsor. Inga underarter finns listade i Catalogue of Life.